# Thomas Bucher-Johannessen
Thomas Bucher-Johannessen  (* 3. Februar 1997) ist ein norwegischer Skilangläufer.

## Werdegang
Bucher-Johannessen, der für den Fossum IF startet, nahm bis 2017 an Juniorenwettbewerben teil. Dabei wurde er bei den Nordischen Junioren-Skiweltmeisterschaften 2016 in Râșnov Sechster über 10 km klassisch und bei den Nordischen Junioren-Skiweltmeisterschaften 2017 in Soldier Hollow Neunter über 10 km Freistil. Seine ersten Rennen im Scandinavian-Cup absolvierte er im Dezember 2017 in Vuokatti, die er auf dem 106. Platz im Sprint, auf dem 24. Rang über 15 km klassisch und auf dem 20. Platz über 15 km Freistil beendete. In der Saison 2018/19 erreichte er den 14. Platz in der Gesamtwertung des Scandinavian-Cups. Dabei errang er in Vuokatti den vierten Platz im 30-km-Massenstartrennen. Bei den U23-Weltmeisterschaften 2019 in Lahti belegte er den 13. Platz über 15 km Freistil und den sechsten Rang im 30-km-Massenstartrennen. Sein Debüt im Skilanglauf-Weltcup hatte er im März 2019 in Oslo. Dabei holte er mit dem 13. Platz im 50-km-Massenstartrennen seine ersten Weltcuppunkte. Bei den U23-Weltmeisterschaften 2020 in Oberwiesenthal wurde er Vierter im 30-km-Massenstartrennen.